# اسطوره‌شناسی ایرانی
اسطوره‌شناسی ایرانی یا افسانه‌های ایران مجموعهٔ اسطوره‌هایی است که در اصل توسط ایرانیان باستان و دیگر مردمان ایرانی روایت شده و گونه‌ای از فولکلور باستانی ایرانی است. این داستان‌ها به منشأ و ماهیت جهان، زندگی و فعالیت خدایان، قهرمانان، و موجودات اساطیری و منشأ و اهمیت آیین‌ها و آیین‌های خود ایرانیان باستان مربوط می‌شود. پژوهشگران مدرن اسطوره‌ها را مطالعه می‌کنند تا بر نهادهای مذهبی و سیاسی نه تنها ایران، بلکه در سراسر جهان که شامل مناطقی از غرب آسیا، آسیای مرکزی، آسیای جنوبی و قفقاز جنوبی است که فرهنگ ایران در آن‌ها تأثیر چشمگیری داشته است، روشن کنند. از دید تاریخی، این مناطق مدت‌ها توسط سلسله‌های امپراتوری‌های مختلف ایران اداره می‌شدند، که جنبه‌های قابل توجهی از فرهنگ ایرانی را از طریق تماس گسترده با آنها در خود گنجانده بودند، یا در آن‌جا که مردم ایرانی به اندازه کافی ساکن شدند تا همچنان جوامعی را حفظ کنند که از فرهنگ‌های مربوطه خود حمایت می‌کنند. تقریباً منطبق بر فلات ایران و دشت‌های هم‌مرز آن است.
در پروژه دانشنامه ایرانیکا از واژه قاره فرهنگی ایران برای این منطقه استفاده شده است.

## پیشینه

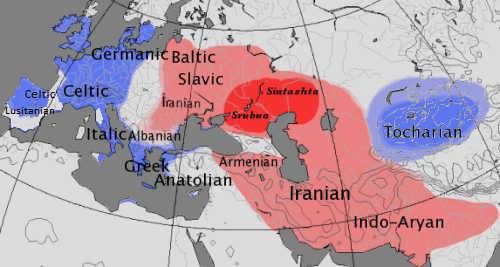
_{آریاییان (در نقشه به صورت منطقهٔ ایرانیان و هندوآریائیان نشان داده شده) در محدودهٔ پراکنش اصلی هندواروپائیان. در این نقشه تمایز زبانی سَتِم (قرمز) و کنتوم (آبی) در میان زبان‌های هندواروپایی نشان داده شده است. ایرانیان و هندیان که زبان‌های هندوایرانی به آن‌ها وابسته است در گذشته دور از سرزمینی مشترک از یکدیگر جدا شده بودند. اساطیر آن‌ها نام‌های یکسان فراوانی دارد.}

### اسطوره‌ها و عقاید پیش‌آریایی در ایران

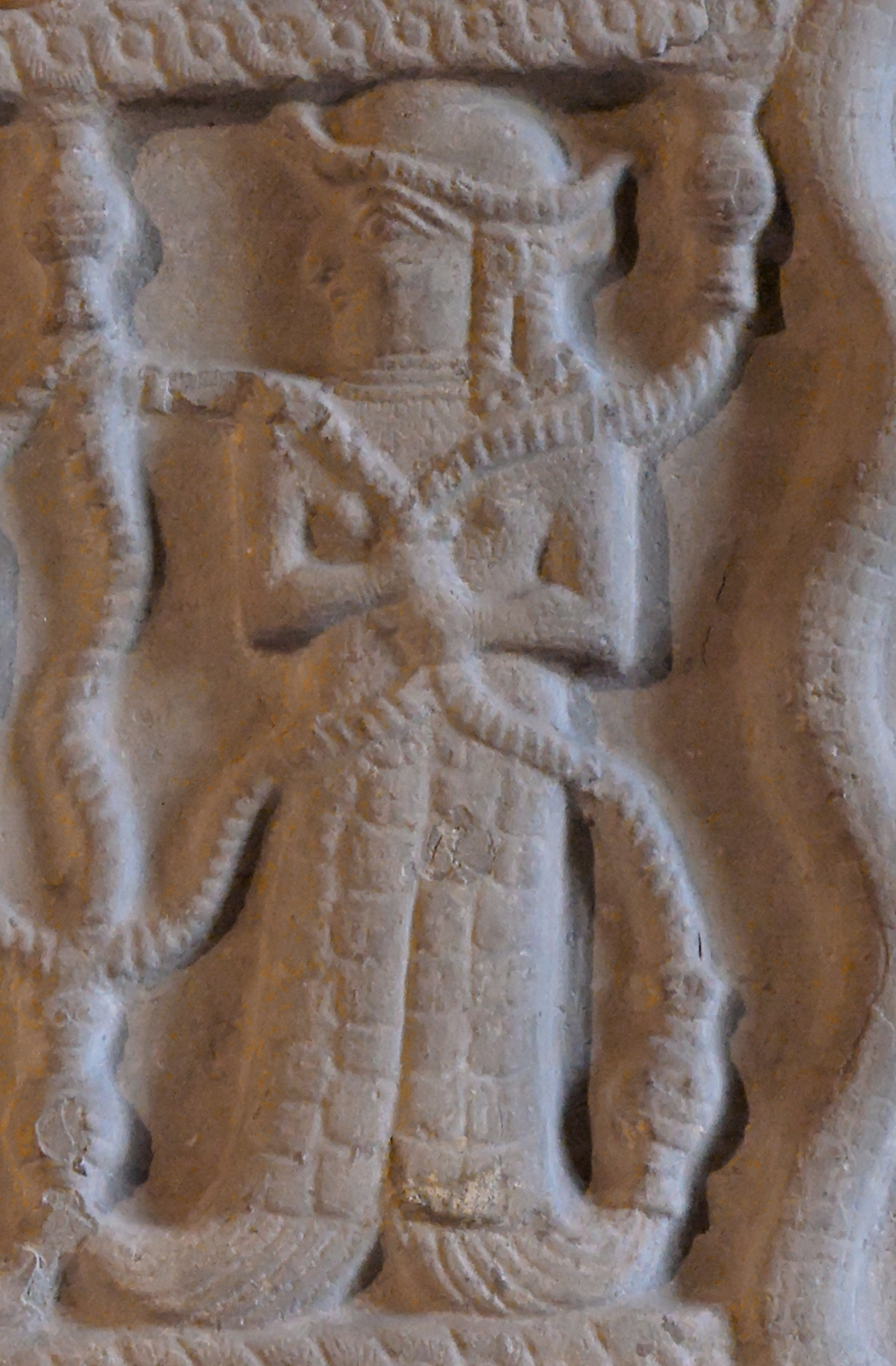
_{نقش برجسته ایلامی: در این تصویر زنی با پاهایی شبیه به دم ماهی مارهایی در دست دارد. دم ماهی ظاهراً از مظاهر اساطیری ایلامیان بوده و حتی در نقش‌های دوره هخامنشی به ویژه در پاسارگاد نشانه‌های آن دیده می‌شود}

پیش از قدرت گرفتن مادها، تمدن‌های آریایی منفردی در این سرزمین می‌زیستند که عمدتاً با همسایگان خارج از فلات خود خویشاوندی زبانی، نژادی و حتی مذهبی نداشتند و خود گاهی دارای همبستگی‌هایی بودند. این اقوام شامل لولوبیها، گوتی‌ها، کاسیها و اورارتوها می‌شدند. البته ایلامیان، نیز در جنوب‌غربی فلات ایران دارای تمدن قدیمی و شناخته‌شده‌ای بودند، اما از نژاد آریایی نبودند(البته امروز نظرایات هم گفته شده که می گوید در واقع انان هم اریایی بودند و ان اریاییانی که از شما امدند در واقع زمانی در بستر ایران و بخشی از این گروهان بودند که زمانی به دلیل نبود غذا به سمت شمال رفتند و بعد از مدتی که در انجا نیز غذا نیاب شد به جاهای دیگر مهاجرت کردند ). این اقوام که نیمهٔ جنوبی ایران و غرب و شمال غربی را در اختیار داشتند، دارای اساطیر ویژهٔ خود بودند. از اساطیر آنها اطلاع چندانی در دست نیست. با این حال، اساطیر کاسی‌ها تا اندازه‌ای به تمدن‌های ایرانی بعدی، یعنی مادها و پارس‌ها، شباهت‌هایی به ویژه در نام‌ها دارد. اساطیر ایلامیان که قومی منفرد و البته دارای قرابت‌های زبانی با دراویدی‌های غیرآریایی هند بودند، با برخی اساطیر مندرج در ریگ‌ودا مشترک است. سنت‌ها و عقاید این اقوام بدون شک در عقاید جامعهٔ بعدی‌شان که تحت سیطرهٔ فرهنگی آریایی‌ها بود تأثیر گذاشت. با قدرت‌گیری مادها و سپس پارس‌ها، اساطیر جدیدتری که اساطیر جامع ایران شناخته می‌شوند آغاز شد. محققان بر این باورند که پیش از قدرت‌گیری مادها، شاخه‌ای از آریاییان از ایران به هند مهاجرت کردند. برای همین است که صورت کهن اساطیر هندی شباهت بسیاری با صورت‌های کهن اساطیر ایرانی دارد. اسطوره‌شناسان گاه با کمک اساطیر قوم خویشاوند صورت کهن یا باستانی اسطوره‌ای خاص را بازسازی می‌کنند. اثر هندی‌ای که بیشتر از آثار هندو به کار اسطوره‌شناسی ایرانی می‌آید کتاب ریگ‌ودا به زبان سنسکریت است. با جاگیر شدن هندوان در سرزمین نو سیر تکاملی اسطوره‌ها تا حد زیادی مشترکِ ایشان تفاوت یافت. اساطیر ایران از اسطوره‌های اقوام بومی فلات ایران و اسطوره‌های میان‌رودانی تأثیری زیادی پذیرفت. محققان این تأثیرها را در جای‌جای اساطیر ایرانی نشان داده‌اند.

### ریشه‌های اساطیر آریایی
اساطیر هندی و ایرانی در بسیاری موارد نزدیک است. این نزدیکی گاهی در حد تشابه اسامی اشخاص و مکان‌ها است. زبان‌های بسیار نزدیک این دو گروه نیز ریشه‌های مشترک ایشان را تأیید می‌کند؛ بنابراین، ریشهٔ اساطیر این دو ملت در گذشته‌های دور یکسان بوده است، اما مهاجرت هندیان از فلات آریان به سرزمین‌هایی با طبیعت و شرایط اقلیمی و نیز اقوام بومی متفاوت تغییرات اساسی در اساطیر و معتقدات آیینی آنها پدیدآورده است. در هر دوی این اساطیر نیروهای خیر و شر وجود دارند. نام‌های خدایان آنها نزدیک به همدیگر است. آتش در باورهای ایرانی و هندی مقدس است و ستایش می‌شود و نیز مراسم قربانی برای خدایان را در حالتی مشابه با یکدیگر انجام می‌دادند.( این احتمال وجود دارد که مردمان هند در ان زمان جز از ایران بودنند و مرز بندی های اخیر ما و هند (اریا بهارت ) را از  هم جدا کرده 

### شکل‌گیری اساطیر ایرانی
کهن‌ترین نمونه‌هایی که از صورت باستانی اساطیر ایران مانده است اشاره‌هایی در اوستاست به‌خصوص در یشتها. چون یشت‌ها بیش از هر چیز مجموعه‌ای سرودهای نیایشی‌است اشارت‌های مفصل به اسطوره‌ها در آن‌ها نیست. هر آنچه هست سربسته و کوتاه است. وانگهی تدوین‌کنندگان یشت‌ها از آشنایی شنونده با شخصیت‌هایی که نام برده می‌شدند مطمئن بودند. به هر حال همین اشارات کوتاه، و البته نسبتاً پرشمار، سخت به کار می‌آید. از جمله به کمک آن‌ها صورت کهن نام شخصیت‌ها را اندر توان یافت.
مفصل‌ترین متن‌ها دربارهٔ اساطیر ایران در نوشته‌های زرتشتی به زبان فارسی میانه است. تدوین نهایی اکثر آنها در اوایل دوران اسلامی است؛ ولی بیشترشان مبتنی بر متن‌های اواخر دوران ساسانیان است که بعضاً مطالبی مربوط به وقایع پس از حملهٔ تازیان به ایران نیز به کتاب اضافه کرده‌اند. شماری از نامورترین این کتاب‌ها عبارت‌اند از بندهشن، دینکرد، گزیده‌های زادسپرم و روایت پهلوی.
تا پیش از تحقیقات جدید، تاریخ ایران (به‌طور سنتی) از زمان‌های دور با اسطوره‌ها آغاز شد و اندک‌اندک به پادشاهان تاریخی رسید و با تاریخی واقعی پیوند خورد. با تحقیقات جدید و غلبهٔ دیدگاه انتقادی، بسیاری از شخصیت‌های اسطوره‌ای-حماسی وجههٔ تاریخی خود را از دست دادند و نزد مردمان شخصیت‌هایی «اسطوره‌ای» یا حد اقل «نیمه-تاریخی» تلقی شدند؛ مثلاً شاهان پیشدادی که به‌طور سنتی نخستین شاهان ایران و جهان دانسته شدند. امروز اسطوره‌ای یا نیمه-تاریخی در شمار آیند. هنگامی که روایتی «اسطوره‌ای» تلقی می‌شود خودبخود واقعیت تاریخی و عینی از آن سلب می‌شود. آنچه که امروز اسطوره خوانده می‌شود نزد پیشینیان واقعیتی ازلی و ابدی و مسلم بود. تاریخ‌نگاری مبتنی بر اسطوره — یا دست‌کم نوشتن تاریخ دیرین مبتی بر اسطوره — خاص ایرانیان نبود بلکه آنِ همهٔ نظام‌های فکری کهن بود: تاریخ عالم را با خلقت آغاز کردندی و تا زمان حال ادامه دادند.

## اساطیر کهن ایرانی
بنیان اساطیر ایرانی بر نبرد میان خوبی و بدی نهاده است. اقوام هندوایرانی به دو دستهٔ کلی خدایان باور داشتند، اهوره‌ها [در منابع هندی اسوره‌ها] و دیوان. خصلت این دو رستهٔ خدایان نزد ایرانیان و هندوان باژگونهٔ یکدیگر تحول یافت، به این معنا که نزد هندیان اهوره‌ها خدایان بد شدند و دیوان خدایان خوب؛ و نزد ایرانیان اهوره‌ها خدایان نیک شدند و دیوان خدایان شرور. برای هر دو گونهٔ خدایان قربانی کردند. غرض از قربانی برای خدایان شرور، باج دادن به ایشان بود تا دست از سر مردمان بردارند. قربانی برای خدایان نیک در طلب یاری و برکت از ایشان رخ می‌داد.

### نمای کلی جهان
در باورهای اساطیری ایرانیان پیش از زرتشت جهان صورتی گرد و هموار مانند یک بشقاب داشت. آسمان نیز سنگی و سخت مانند الماس تصور می‌شد. زمین در مرکز کاملاً هموار و دست‌نخورده بود و هیچ حرکتی در میان زمین و ماه و ستارگان وجود نداشت. اما به‌دنبالِ تازش نخست اهریمن به زمین ناگهان دگرگون شد. در آن پویایی پدید آمد و کوه‌ها ایجاد شدند و رودخانه‌ها به جریان افتادند و ماه و ستارگان به چرخش درآمدند. در تصویر کلی دنیا در آن زمان، جهان به هفت اقلیم تقسیم شد که مرکز آن خونیرث نام داشت و شش سرزمین به‌صورت اقماری در اطراف آن بودند. آسمان نیز دارای سه مرتبه ستاره‌پایه، ماه‌پایه و خورشیدپایه بود. کوه تیره که در البرز قرار داشت مرکز عالم دانسته می‌شد.
در اساطیر ایرانی بیش از هر چیز نبرد خیر و شر و عناصری که در زیر آن دو رده‌بندی می‌شود، چشمگیر است. به عبارتی تفکر ایرانی در همه چیز در پی این رده‌بندی است و جنبه اخلاقی نیرومندی به آن داده است. یکی دیگر از عناصری که در همین رده‌بندی اهمیت زیادی در فرهنگ ایرانی داشته است مفهوم شاه و فره‌مندی او از طرف خداست. شاهی که در خدمت رده نیک باشد فره همیشه به او تعلق دارد، و هر کاری که او را از این رده خارج سازد باعث گسستن فره از اوست. بررسی این مسائل و این رده‌بندی فرهنگ و ریشه‌های فرهنگی ایرانی را روشن می‌سازد.
در فرهنگ اساطیر ایران، تقابل خیر و شر وجود دارد و نه تقابل انسان و خدا. پیام اسطوره‌های ایرانی تقابل دو گوهر است؛ دو گوهر خیر و شر. یکی راستی و دیگری ناراستی، یکی خوشبویی و دیگری بویناکی، یکی روشنایی است و دیگری تاریکی» (برگرفته از مصاحبهٔ جلال ستاری با دکتر فکوهی).
کهن‌ترین نمونه‌هایی که از صورت باستانی اساطیر ایران مانده است، اشاره‌هایی در اوستا است، به‌خصوص در یشت‌ها. چون یشت‌ها بیش از هر چیز مجموعه‌ای از سرودهای نیایشی هستند. اشاره‌های مفصل به اسطوره‌ها در آنها وجود ندارد و هرچه هست سربسته و کوتاه است. تا آنجا که مفصل‌ترین متن‌ها پیرامون اساطیر ایران در نوشته‌های زرتشتی به زبان فارسی میانه است. تدوین نهایی بیشتر آنها در اوایل دوران اسلامی است و بیشترشان مبتنی بر متن‌های اواخر دوران ساسانی است و بعضی هم مطالبی مربوط به وقایع پس از حملهٔ تازیان به ایران نیز به کتاب اضافه کرده‌اند. برخی از معروف‌ترین این کتاب‌ها عبارت‌اند از بندهش، دینکرد، گزیده‌های زادسپرم و روایت پهلوی.
پیام اسطوره‌های ایرانی هم باتوجه‌به تقابل دو الگوی خیر و شر، پیروی از الگوی خیر و وفاداری به آن است و اینکه بشر پیمان ببندد که دروغ نگوید. هرچند امروزه اسطوره‌ها معنای واقعی خود را از دست داده‌اند و ما دیگر کمتر شاهد درک معنای واقعی آنها هستیم. درواقع، همان خدمتگزاری به مفاهیم خیر از پیام‌های بزرگ اساطیری ایران است.

### نیروهای شر
در اساطیر ایران چیزی که همه‌جا در همه روایات اساطیری مشاهده می‌شود حضور شر و نیروهای حافظ پلیدی در جهان است. از این نیروهای شر که دستیاران اهریمن یا انگره‌مینو به‌شمار می‌آیند، با نام‌های دیو و دروج یاد شده است. دیوان و دروجان جنسیت‌های مذکر و مؤنث دارند و در برابر هر نیکی در جهان یک پلیدی است و حداقل یک دیو هم موکل بر آن پلیدی است. در برابر زندگی مرگ است؛ در برابر خوشی رنج و بیماری در برابر گرما، سرمای سخت سوزان و برابر راستی دروغ و برابر باران خشکسالی و دیو موکل بر آن اپوش است. در اساطیر ایران همیشه دنیا صحنهٔ جدال میان این نیروهای پلیدی و اساطیر نیکوست، آنهایی که یاور آفریده‌های گیتیایی و نیک هستند.

### اهوره‌مزدا و انگره‌مینو
اهوره‌مزدا، اهورمزد، اهورامزدا، اورمزدا، اورمزد هرمزد، هرمز، هورمزد، هورمز، ارمس، هرمس، هرمست. تلفظ‌های گوناگون نام خدای بزرگ زرتشتیان در زبان‌ها و دوره‌های متفاوت است. معنای اصطلاحی این نام شامل سرور دانا، خدای غایی، خیر مطلق، خرد و معرفت آفرینندهٔ خورشید و ستارگان، روشنایی و تاریکی، انسان‌ها و حیوان‌ها تمام فعالیت‌های فکری و جسمی است. معنای تحت‌اللفظی نام او ازین قرار است:
بخش اول «اهورا» از ریشهٔ «اه» که بن هستی و هستن است و بخش دوم «مزدا» که از «من + ز + دا» به‌معنای «فکردهنده» است و ترجمهٔ آن در شاهنامه همان «خداوند جان و خرد» است.
معنای دیگر نیز حاکی از این است که «اهورا» به‌معنای «سر، سرور، بزرگ و مولا» است و «مزدا» به‌معنای به یاد سپردن و به خاطر داشتن؛ بنابراین «سرور دانا» ترجمهٔ اهورا مزدا خواهد بود.
دشمن بنیادین اهورامزدا، انگره‌مینو یا انگره‌مَینیو است. انگره‌مینو در حقیقت نام اوستایی همان «اهریمن» یا «اهرمن» در پهلوی (فارسی) میانه است. نامش به‌معنای «مینوی ستیزگر و دشمن» آمده و از ویژگی‌های او که نماد شر مطلق و برهم‌زنندهٔ نظم و ذاتاً دشمن خوبی‌هاست یکی داشتن سری بزرگ و زشت است که این ویژگی در شاهنامه هم به تمام دیوان و غولان نسبت داده شده است. اهورامزدا و اهریمن از ازل تا ابد با هم در جنگ بوده‌اند و زندگی در این جهان بازتابی از مبارزهٔ کیهانی این دو است. محل زندگی اهریمن شمال زمین است، جایی که تمام دیوان «زیید و اصلاح» از پشت کوه آمدن نیز ریشه‌ای اسطوره‌ای دارد که در آن تلویحاً فرد پشت‌کوهی یعنی «دیوسیرت» که کم‌کم معنای «نادان» به خود گرفته است. اهریمن به ۳ شکل غیر از شمایل خودش ظاهر می‌شود. ۱- چلپاسه (مارمولک) ۲- مار ۳- جوان.
انگره‌مینو خود آفرینندهٔ دیوان دیگر نیز هست. برای نمونه ایشمه و دیو خشم یا اژی‌دهاک که همان ضحاک شاهنامه باشد. وی اگرچه در شاهنامه پادشاهی ماردوش بیان شده، ولی در اوستا دیوی سه‌سر، شش‌چشم و سه‌پوزه با بدنی پر از چَلپاسه و عقرب است.
به‌هرحال آنچه بر بنیاد نوشتار زردشتی برمی‌آید در روزگار پایانی این گیتی این اهورامزدا است که بر اهریمن پیروز می‌شود و او را برای همیشه از بین می‌برد و پس از آن تنها نیکی و نور و تندرستی در گیتی ماندگار خواهد شد.
معنای اصطلاحی این نام شامل؛ سرور دانا، خدای غایی، خیر مطلق، خرد و معرفت؛ آفرینندهٔ خورشید و ستارگان، روشنایی و تاریکی، انسان‌ها و حیوان‌ها تمام فعالیت‌های فکری و جسمی است.

### ایزدان و امشاسپندان
امشاسپندان
در اوستا داستان خدایان و موجودات افسانه‌ای غالباً در «یشت» ها آمده است در یشت‌ها اسطوره‌هایی که منشأ ما قبل زرتشتی دارند در غالب سرودهای گوناگون آمده؛ مثلاً یشت ۵ یا همان آبان یشت به ایزدبانو آناهیتا اختصاص دارد و مهر یشت به میترا.
امشاسپندان در اوستا فروزه‌های اهوره مزدا و صفات او و نیز گاهی فرشتگان عالی مقام او هستند که در حکم دستیار او عمل می‌کنند. در آفرینش و نیز در پایان جهان به‌طور مستقیم دخالت دارند و هرکدامشان شمار زیادی ایزد همکار دارد. این امشاسپندان در امور این جهانی بر اساس نیایش و نذر و قربانی به یاری مردمان می‌آیند. ایزدان رده‌ای نسبتاً پایین‌تر دارند اما همه آن اختیارات و وظایف امشاسپندان را نیز دارند. واژه ایزد در اصل به معنی موجودات ستودنی است.

### اسطوره‌های آفرینش و پایان جهان

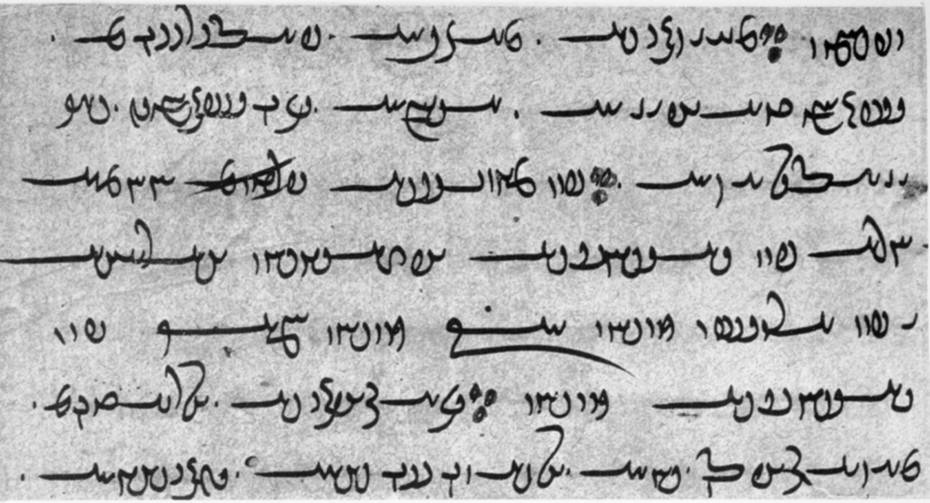
یسن ۲۸، دعای اهونور از دعاهای اصلی و ارکان دین زرتشتی.

آفرینش در محدودهٔ دوازده هزار سال اساطیری انجام می‌گیرد. این دوازده هزار سال به چهار دورهٔ سه هزار ساله تقسیم می‌شود. در دوران نخستین، عالم، مینُوی و در دوران‌های بعد مینُوی و گیتیی است.
سه هزار سال نخست: در واقع با به دنیا آمدن دو فرزند به نام‌های اورمزد و اهریمن از زروان شروع می‌شود. در سه هزار سال نخست جهان مینُوی است و هنوز نه مکان هست و نه زمان. در این دوره از دو هستی سخن به میان می‌آید. یکی جهان متعلق به اورمزد که پر از نور، زندگی، دانایی، زیبایی و خوشبویی می‌باشد و دومی جهان متعلق به اهریمن که تاریک، زشت، بدبو و پر از غم و بیماری می‌باشد. اورمزد ابتدا به آفرینش امشاسپندان دست می‌زند که عبارت هستند از: سپند مینو، خرداد، مرداد، بهمن، اردیبهشت، شهریور، اسپندارمد. پس از آفرینش امشاسپندان، اورمزد ایزدان را می‌آفریند که قوای منفی مقابل آن‌ها دیوان هستند. اهریمن نیز برای مقابله با اورمزد، برای هر کدام از امشاسپندان سردیوان یا کمالگان را می‌آفریند. در پایان سه هزار سال اول میان اورمزد و اهریمن صلحی بسته می‌شود مبنی بر اینکه آخرین نبرد میان نیروی بدی و نیکی نُه هزار سال بعد از این صورت پذیرد. پس از اینکه پیمان بسته می‌شود، اورمزد چون موبدی دعای راستی یعنی اهونور را بر زبان می‌آورد و بر اثر آن اهریمن بیهوش می‌شود و به دوزخ می‌افتد و در طول سه هزار سال دوم در آنجا بیهوش می‌ماند.
سه هزار سال دوم: پس از بیهوشی اهریمن، اورمزد آفرینش گیتی را آغاز می‌کند. او در یک سال و در شش نوبت آسمان، آب، زمین، گیاه، جانور و انسان را خلق می‌کند. سالگرد این آفرینش‌ها شش جشن است که به جشن‌های گاهنبار یا گهنبار معروفند. (الف:مدیوزرم گاه به معنای میان بهار و به یادبود آفرینش آسمان در اردیبهشت ماه. ب:مدیوشم گاه به معنای میان تابستان و به یادبود آفرینش آب در تیرماه. ج:پدیشه گاه به معنای گردآوری غله و به یاد بود آفرینش زمین در شهریور ماه. د:ایاسریم گاه به معنای بازگشت به خانه و به یاد بود آفرینش گیاه در مهرماه. ه: مدیاریم گاه به معنای میان سالد و به یادبود آفرین چهارپایان در دی ماه. و: همسپهمدیم گاه به معنای همه سپاه و به یاد بود آفرینش انسان در روزهای آخر سال. در این پیش نمونه‌های اصلی آفرینش، گاو پیش نمونه چهارپایان و کیومرث پیش نمونه انسان هستند. در پایان سه هزار سال دوم، اهریمن با یاری دوستان خود به هوش می‌آید و تصمیم می‌گیرد که این پیش نمونه‌های آفرینش را تخریب کند و به جهان کنونی حمله کند.
سه هزار سال سوم: در این دوره شاهد درگیری اهریمن و دیوهایش با اورمزد و ایزدانش هستیم. در این بین گاو آفریده شده، توسط اهریمن کشته می‌شود و از تن او غلات، گیاهان و جانوران آفریده می‌شود. از نطفهٔ کیومرث که بر زمین ریخته شده بود، پس از چهل سال شاخه‌ای ریواس می‌روید دارای دو ساق است و پانزده برگ. این پانزده برگ مطابق با سال‌هایی است که مشیه و مشیانه نخستین زوج ادمی در ان هنگام دارند. مشیه نر و مشیانه ماده است. بدین ترتیب مشی به عنوان پدر انسان‌ها و مشیانه به عنوان مادر انسان‌ها شناخته می‌شود. اهریمن بر اندیشهٔ آنان می‌تازد و آنان اولین دروغ را بر زبان می‌آورند و آفریدگاری را به اهریمن نسبت می‌دهند. مشی و مشیانه توبه می‌کنند و دارای هفت جفت فرزند می‌شوند و پس از صد سال زندگی می‌میرند.
شجره‌نامهٔ اعقاب مشی و مشیانه اصل و مبدأ بسیاری از نژادهای گوناگون را در بر می‌گیرد. نژاد ایرانی از زوجی است که سیامک و نشاک نامیده می‌شود. از این زوج، فرواگ-فرواگین و بعد از آن‌ها زوج هوشنگ-گوزک به وجود می‌آیند.
سه هزار سال چهارم: سه هزار سال سوم در میانه‌های دوران لهراسپ به پایان می‌رسد و سه هزار سال چهارم شروع می‌شود. مهم‌ترین ویژگی این دوره ظهور زردشت است. این دوره دورهٔ وحی دینی می‌باشد. اورمزد اسرار دین را بر زردشت آشکار می‌کند و او پیامبری دین مزدیسنی و رسالت خود را اعلام می‌دارد. آیین مزدیسنایی آیینی است که در راس خدایان آن‌ها اهورامزدا قرار دارد و به عبارت دیگر دین زردشتی است. پس از مرگ زردشت به ترتیب اوشیدر، اوشیدر ماه و سوشیانت رهبری بهدینان را بر عهده می‌گیرند. دورهٔ سوشیانت دورهٔ تکامل موجودات اورمزدی است و همه دیوان از نسل دو پایان و چهارپایان نابود می‌شوند. سوشیانت وظیفه برانگیختن مردگان را دارد. هر کدام از این مردگان در طی زمان و پس از گذراندن داوری از پل چینود می‌گذرند که پلی حد فاصل این جهان و آن جهان است.

## تاریخ اساطیری ایران

### پیشدادیان

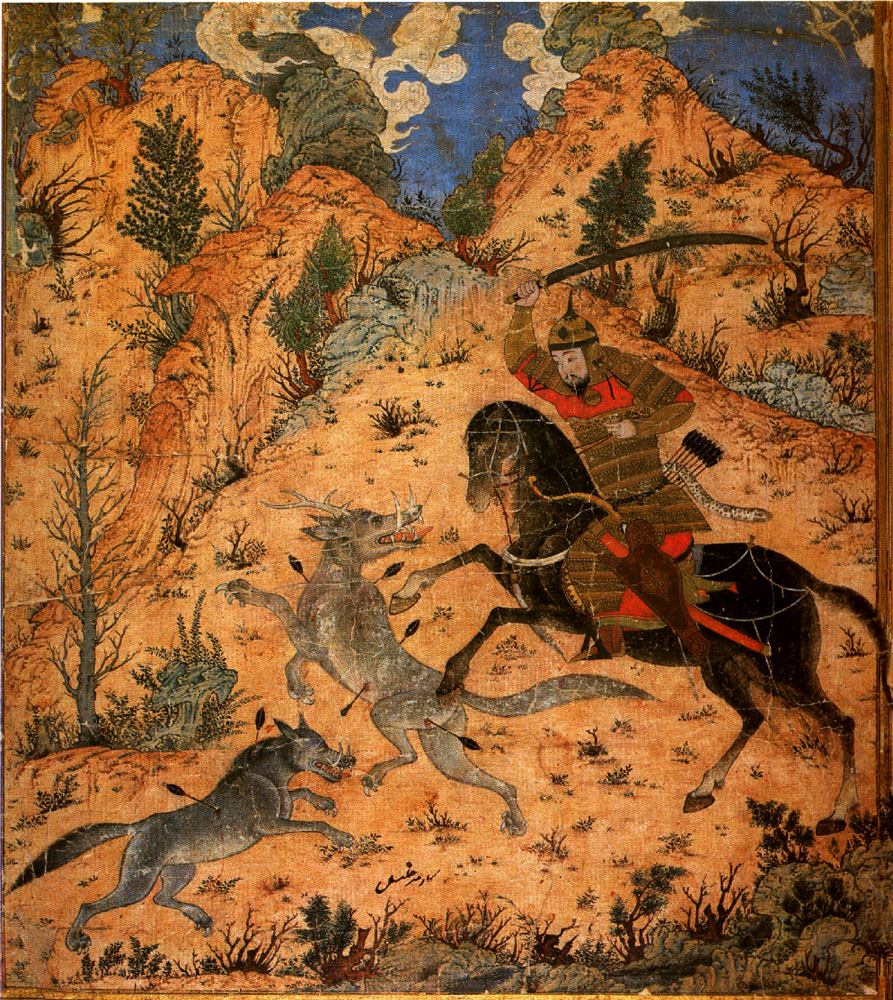
_{نبرد اسفندیار با گرگ‌ها در جریان هفت خوان. اسفندیار شاهزاده‌ای کیانی است که به روایتی دارای رویین‌تنی بوده}.

پیشدادیان اولین سلسله تاریخ ایران بنابر متون اساطیری هستند که نسبتشان به کیومرث می‌رسد. این سلسله از شاهان که آغاز تمدن بشری را برای ایرانیان آورده‌اند و توانستند آتش و بهره‌گیری از فلزات و سایر جانداران و اسیر نمودن دیوان را در کارنامه خود ثبت کنند. از کیومرث آغاز و به گرشاسپ ختم می‌شود. با اینحال تمامی این‌ها در اوستا شخصیت‌های اساطیری و در متون زرتشتی دوره ساسانی خدایان ایزدر نژادند. اما در شاهنامه صرفاً شاهانی هستند که فره ایزدی دارند.

### کیانیان
کیانیان دومین سلسله اساطیری ایران هستند که در شاهنامه فردوسی برابر دوره‌های حماسی قرار می‌گیرد. با کی قباد آغاز می‌شود و به دارای دارایان ختم می‌شود. در این دوره دین زرتشتی عرضه می‌شود و تغییراتی بنیادین را در تاریخ اساطیری ایران می‌بینیم. مهم‌ترین رخدادهای این دوره به جنگ‌های ایران و توران مربوط می‌شود. داستان آرش کمانگیر به روایت‌های این دوره اختصاص دارد. در شاهنامه با حماسه همراه است و در آن رستم که در متون زرتشتی شخصیتی کم فروغ است اوج می‌گیرد. این شاهان را احتمالاً شاهان محلی شرق ایران دانسته‌اند. ابوریحان بیرونی در آثار الباقیه هخامنشیان را برابر کیانیان قرار داده. با آن‌ها یکی فرضشان کرده است. با این حال مشخص است آخرین شاه کیانی که در متون اساطیری مغلوب اسکندر می‌شود دارای دارایان همان داریوش سوم هخامنشی است.

### آمیختگی تاریخ اساطیری و تاریخ واقعی
این دوره مربوط به زمانی می‌شود که روایت اساطیری ایرانی با داده‌های تاریخی ملموس مانند سنگ نبشته‌ها و متون یونانی منطبق می‌شود؛ یعنی سقوط ایران به‌دست اسکندر. با اینحال روایت ایرانی دوران حکومت اسکندر و یونانیان را بسیار کوتاه دانسته، هیچ زمانی برای سلوکیان فرض نکرده و دوره چهارصد و پنجاه ساله فرمانروایی خاندان اشکانی را تنها دویست سال برآورد کرده است. داده‌های پایانی دوران اشکانیان در اساطیر ایران به نبرد اردوان پنجم و شاهزاده پارسی یعنی اردشیر بابکان پرداخته که با آنچه در متون لاتین و ارمنی آمده یکیست. بعد از آن دوره ساسانی آغاز می‌شود که برآمده از تبار کیانیان معرفی می‌شوند.

## موجودات و باورهای اسطوره‌ای
سیمرغ، دیو سپید، دیو خشم، دروج، اسفندارمذ، اردیبهشت، گاو سریشوک، هدیوش، آل، چمروش، مانتیکور، ادور، مرد خوار، خانه سوزان، نیکو، چکاوک، برزین، تینور، و…

## اساطیر متاخر ایران باستان

### اساطیر زروانی
بازسازی اساطیر زروانی بسیار دشوار است، زیرا هیچ متن زروانی خالصی باقی نمانده، بلکه تنها گزارش‌های ناظران خارجی و استدلال‌های پراکنده زرتشتیان در دست است. بدیهی است که از چنین اسنادی باید با احتیاط استفاده کرد.
«هاشم رضی» در کتاب «فرهنگ نام‌های اوستا» آورده است: «قدیمی‌ترین مورخی که دربارهٔ آیین زروانی سخن گفته است؛ «تئودور دومپو»(۳۶۰ تا ۴۱۸ میلادی) است که در کتابش که به دست ما نرسیده و مطابق معمول قسمت‌هایی از آن به وسیله مورخی دیگر، در این‌جا به نام «فتیوس» در نقل قول باقی مانده است، بدین مضمون است: «تئودور در کتاب اول، از آیین ناپسند ایرانیان که «زارادس» (زرتشت) آورده بود سخن گفته، یعنی اعتقاد به «زروان» یا «زورام».
زارادس وی را خدای جهان می‌دانسته که با قضا و قدر، یا جبر و سرنوشت محض یکی بوده است. زروان مراسمی در قربانی انجام داد تا «هرمس‌داس» (اهورمزدا) از وی متولد شود. اما در حالی که هرمس‌داس از وی متولد شد، «شیطان» (اهریمن) نیز توأم با وی بود. هاشم رضی همچنین در کتاب «آیین مغان» مطالبی را در باب زروان از مورخ یونانی «پلوتارک» (۴۶ تا ۱۲۰میلادی) و همچنین از «نیک کلبی» نویسنده ارمنی قرن پنجم میلادی نقل کرده است. پلوتارک می‌نویسد: «گروهی از مردم به دو خدا معتقد بوده و باور دارند که یکی از این دو، آفریننده نیکی‌ها و آن یک خالق چیزهای بد و زیان‌آور است.
اما گروهی دیگر از مردم، آفریننده نیکی‌ها را خدا و آن دیگری را دیو و شیطان خوانند. از جمله این مردم «زرتشت مغ» است که پنج‌هزار سال پیش از جنگ «ترویا» می‌زیست. وی یکی از این دو نیرو را «هرمزس» و آن دیگری را «آرمنایوس» (اهریمن) می‌خواند.

### اساطیر مانوی
اساطیر همیشه بهترین رسانه برای بیان نمادین اندیشه دینی به‌شمار می‌آیند که برآمده از واقعیت هستند. دین مانوی نیز از این ویژگی برکنار نیست. اساطیری که در این دین ایرانی-گنوستیک دیده می‌شوند، دارای چنان ویژگی هستند که با بررسی آن به بنیانهایی همسان میان اساطیر گنوستیک و اساطیر ایرانی می‌توان رسید. جدا از آن مانویت به سبب ویژگی التقاط، خود را برآن می‌بیند که برتن اساطیر خود در متنهای مانوی-ایرانی، جامه خدایان ایرانی را بپوشاند. در دو اسطوره ای که برای بررسی برگزیده شده‌اند، زروان و مهر، نه تنها در ظاهر بلکه در بنیان نیز در پژوهش انجام شده، میان اساطیر گنوستیک و ایرانی همسانی‌هایی می‌توان مشاهده کرد که ما را برآن می‌دارد تا به آرای نخستین پژوهندگان گنوستیسیسم، راتیزنشتاین، شدر، بولتمان و حتی نیبرگ و بنونیست نگاهی جدی تر بیندازیم، اگر چه امروزه بیشتر بر بنیان یهودی گنوستیسیسم پافشاری می‌شود.

## اساطیر ایرانی در دوره اسلامی

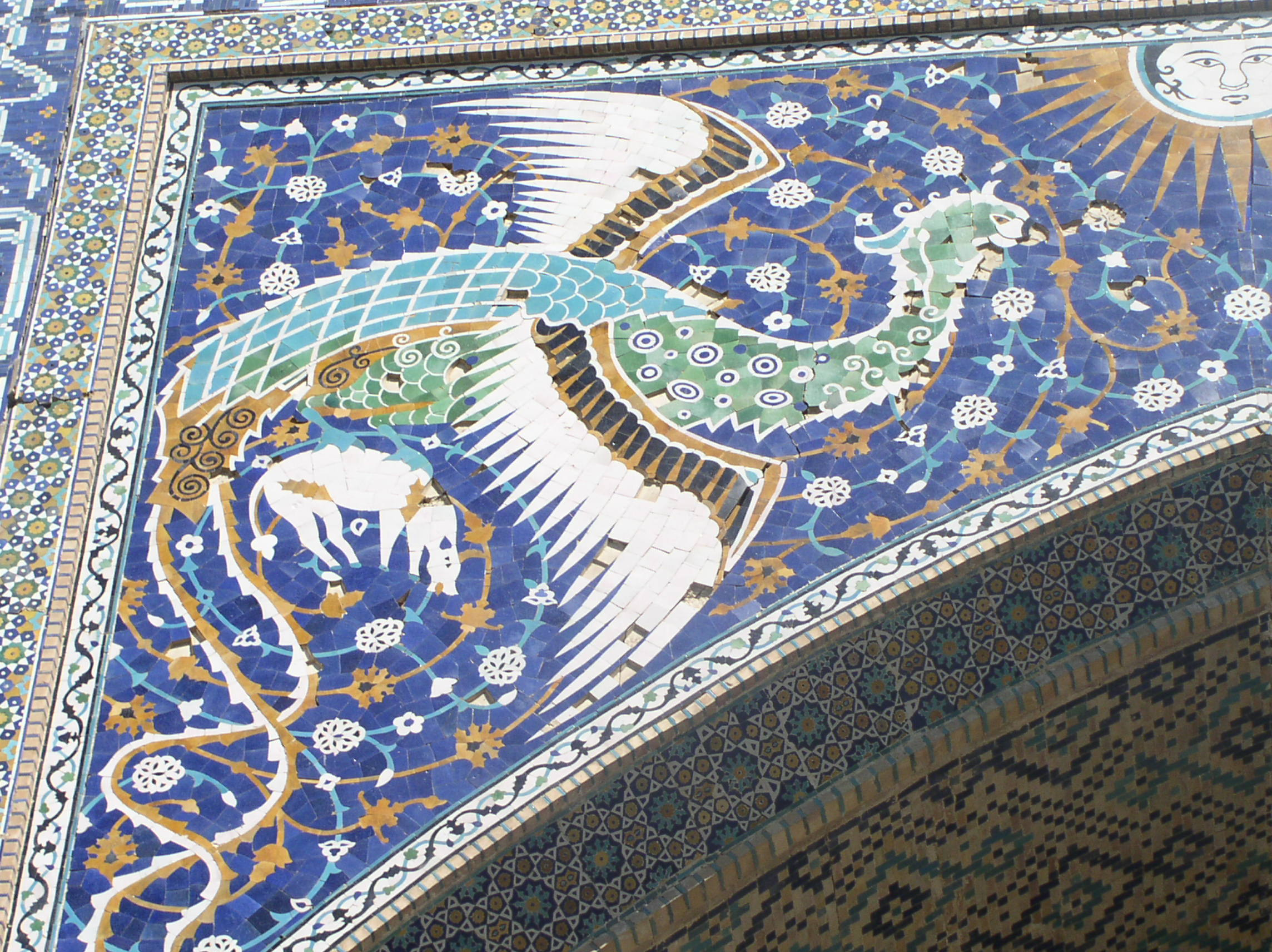
تصویری از سیمرغ بر دیوار یک مدرسه قدیمی در کشور ازبکستان و شهر بخارا. در ادبیات صوفیه سیمرغ و بسیاری دیگر از اسطوره‌های باستانی ایران نقش برجسته‌ای ایفا می‌کنند.